# Істор-о-Нал
Істор-о-Нал — вершина в пасмі Гіндукуш. Розташована на півночі Пакистану. Лежить на південний схід від Ношака і на північний схід від Тірич-Мір — найвищої вершини пасма Гіндукуш.
Вперше зійшли на цю вершину члени американської експедиції Ken Bankwala, Joseph E. Murphy Jr. i Thomas A. Mutch 8 червня 1955 р.